# Wera Mori
Wera Mori est un homme d'affaires et homme politique papou-néo-guinéen.

## Biographie
Titulaire en 1985 d'une licence de géologie de l'université de Papouasie-Nouvelle-Guinée, il devient en 1995 directeur d'une entreprise de gestion d'eau. Il fonde l'entreprise Mori Resources au début des années 2000, et en est le directeur général jusqu'à son entrée en politique,.
Candidat pour le Parti rural du triomphe, du patrimoine et de l'empouvoirement, il remporte la circonscription de Chuave aux élections législatives de 2012 et entre au Parlement national. Il est alors nommé adjoint au ministre des Ressources minières Byron Chan (en) dans le gouvernement de Peter O'Neill. Conservant son siège de député aux élections de 2017, il est nommé ministre du Commerce et des Industries par Peter O'Neill. Il conserve ce poste jusqu'en juin 2019, date à laquelle il se joint aux députés qui rejoignent l'opposition pour constituer une majorité parlementaire alternative. Peter O'Neill est contraint de démissionner, et le nouveau Premier ministre James Marape maintient Wera Mori à son ministère.
Il rejoint le Pangu Pati, parti du Premier ministre, et en novembre 2019 il est fait ministre de l'Environnement et du Réchauffement climatique. À ce poste, quelques jours plus tard, il rejette le rapport de scientifiques suisses qui démontrent que la fuite de déchets de métaux lourds toxiques depuis une mine chinoise d'extraction de nickel dans la baie de Basamuk dans la mer de Bismarck est responsable de la mort d'animaux de la faune locale ; le nouveau ministre qualifie le rapport d'infox. En mars 2020, devenu président de la Coalition des nations à forêts humides (en) (fondée en 2004 par le Papou-Néo-Guinéen Kevin Conrad et rassemblant plus de cinquante pays), il initie en présence des ambassadeurs français, chinois et américain un projet de reforestation par la plantation d'un million d'arbres par an en Papouasie-Nouvelle-Guinée,. Début 2021, il est vivement critiqué par le gouvernement de la province de Morobe pour avoir délivré un permis environnemental autorisant la compagnie sud-africaine Harmony Gold (en) et à la compagnie australienne Newcrest Mining à exploiter ensemble les réserves de cuivre et d'or de la province en usant de méthodes que le gouvernement local juge dangereuses pour l'environnement.
Le 13 avril 2022, il quitte le gouvernement et le Pangu Pati, prenant la direction du Parti rural pour le mener aux élections de juillet 2022,.